# Carlos Frederico Martins Menck
Carlos Frederico Martins Menck (1 de dezembro de 1956) é um pesquisador brasileiro, membro titular da Academia Brasileira de Ciências. Foi admitido na classe de comendador na Ordem Nacional do Mérito Científico em 2007. É professor do Instituto de Ciências Biomédicas da USP, onde pesquisa mecanismos de reparo de DNA.